# جو لوتز
جو لوتز (بالإنجليزية: Joe Lutz)‏ هو لاعب كرة قاعدة أمريكي، ولد في 18 فبراير 1925 في مقاطعة كيوكوك في الولايات المتحدة، وتوفي في 20 أكتوبر 2008 في ساراسوتا في الولايات المتحدة.

## وصلات خارجية
- جو لوتز على موقعبيزبول رفرنس.كوم (الدوري الرئيسي) (الإنجليزية)
- جو لوتز على موقعبيزبول رفرنس.كوم (الدوري الثانوي) (الإنجليزية)
- جو لوتز على موقع إي إس بي إن.كوم (أم.أل.بي) (الإنجليزية)
- جو لوتز على موقع مشجعي الرسوم البيانية (الإنجليزية)